# Schwedischer Fußballpokal der Männer 2017/18
Der schwedische Fußballpokal 2017/18 (auch Svenska Cupen 2017/18 genannt) war die 62. Austragung des Fußballpokalwettbewerbs der Männer. Die 1. Runde begann am 7. Juni 2017. Das Finale fand am 10. Mai 2018 in der Tele2 Arena von Stockholm statt. Titelverteidiger war Östersunds FK.
Pokalsieger wurde Djurgårdens IF. Das Team setzte sich im Finale mit 3:0 gegen den Malmö FF durch. Der Sieger qualifizierte sich damit für die 2. Qualifikationsrunde der UEFA Europa League 2018/19. Torschützenkönig wurde mit jeweils vier Toren Elías Már Ómarsson von IFK Göteborg und Tinotenda Kadewere von Djurgårdens IF.

## Modus
Die K.-o.-Spiele wurden in einer Begegnung entschieden. Bei unentschiedenem Ausgang gibt es eine Verlängerung von zweimal 15 Minuten und gegebenenfalls ein Elfmeterschießen. In der 1. Runde traten 64 Mannschaften der dritten Spielklasse oder darunter gegeneinander an. Den Siegern wurde in der 2. Runde, jeweils nach Nord und Süd getrennt, ein Verein der Allsvenskan bzw. der Superettan zugelost.
Die 32 Sieger qualifizierten sich für die Gruppenphase. In jeder Gruppe wurden zwei gesetzte und zwei ungesetzte Mannschaften gelost. Dort spielte jedes Team in einer einfachen Runde gegen die anderen drei Gruppengegner. Die Gruppensieger erreichten das Viertelfinale. In allen K.-o.-Runden hatten unterklassige Vereine Heimrecht.

## Teilnehmer
| Fotbollsallsvenskan (16) (Level 1) | Superettan (16) (Level 2) | Division 1 (18) (Level 3) |
| --- | --- | --- |
| - Djurgårdens IF - IF Elfsborg - AFC Eskilstuna 1 - IFK Göteborg - BK Häcken - Hammarby IF - Halmstads BK - Jönköpings Södra IF - Kalmar FF - Malmö FF - IFK Norrköping - IK Sirius - AIK Solna - GIF Sundsvall - Örebro SK - Östersunds FK | - Åtvidabergs FF - IF Brommapojkarna - Dalkurd FF - Degerfors IF - Falkenbergs FF - IK Frej - GAIS Göteborg - Gefle IF - Helsingborgs IF - Norrby IF - Örgryte IS - Östers IF - Syrianska FC - Trelleborgs FF - Varbergs BoIS - IFK Värnamo | - Akropolis IF - Arameisk-Syrianska IF - Assyriska BK - IK Brage - Carlstad United BK - Enskede IK - Husqvarna FF - Kristianstad FC - Landskrona BoIS - IK Oddevold - Oskarshamns AIK - FC Rosengård 1917 - Sandvikens IF - Skövde AIK - Sollentuna FF - Utsiktens BK - Vasalunds IF - Västerås SK |
| Division 2 (31) (Level 4) | | |
| - IFK Aspudden-Tellus - Assyriska FF - Assyriska IK - Bollnäs GIF - Boo FK - Eskilsminne IF - Gamla Upsala SK - IFK Haninge - Härnösands FF - IFK Hässleholm - Hittarps IK                                                                  | - Huddinge IF - Karlbergs BK - Karlstad BK - Lunds BK - Morön BK - BKV Norrtälje - Nybro IF - Örebro Syrianska IF - Piteå IF - Sävedalens IF                                                                                                | - IK Sleipner - Södertälje FK - IFK Timrå - Torns IF - Torslanda IK - FC Trollhättan - Tvååkers IF - Vänersborgs IF - Värmbols FC - Vimmerby IF |
| Division 3 (7) (Level 5) | Division 4 (8) (Level 6) | Division 4 (8) (Level 6) |
| - BK Olympic - IFK Falköping - Kalmar AIK - IFK Karlshamn - Landvetter IS - Torstorps IF - Ytterhogdals IK | - FC Arlanda - Borås AIK - Dalhem IF - Kvibille BK | - Melleruds IF - Skara FC - Skrea IF - Tullinge Triangel Pojkar FK |

## 1. Runde
Teilnehmer: 18 Vereine der Division 1, 31 Vereine der Division 2, sieben Vereine der Division 3 und acht Vereine der Division 4. 
| Datum      |                                  | Ergebnis              |                             |
| ---------- | -------------------------------- | --------------------- | --------------------------- |
| 07.06.2017 | Landvetter IS (V)                | 1:1 n. V. (6:5 i. E.) | Assyriska BK (III)          |
| 07.06.2017 | Vasalunds IF (III)               | 4:3                   | Västerås SK (III)           |
| 07.06.2017 | Vänersborgs IF                   | 0:2                   | IK Oddevold (III)           |
| 07.06.2017 | Tullinge Triangel Pojkar FK (VI) | 4:3                   | IFK Haninge (IV)            |
| 13.06.2017 | Eskilsminne IF (IV)              | 0:2                   | Landskrona BoIS (III)       |
| 14.06.2017 | Boo FK (IV)                      | 1:2                   | Arameisk-Syrianska IF (III) |
| 14.06.2017 | Torslanda IK (IV)                | 1:4                   | Utsiktens BK (III)          |
| 14.06.2017 | FC Arlanda (VI)                  | 1:3                   | Gamla Upsala SK (IV)        |
| 14.06.2017 | BKV Norrtälje (IV)               | 0:5                   | Sollentuna FF (III)         |
| 26.06.2017 | Borås AIK (VI)                   | 1:7                   | Husqvarna FF (III)          |
| 22.07.2017 | Ytterhogdals IK (V)              | 1:4                   | Härnösands FF (IV)          |
| 23.07.2017 | Torstorps IF (V)                 | 3:1                   | Assyriska IK (IV)           |
| 25.07.2017 | IFK Hässleholm (IV)              | 1:5                   | Hittarps IK (IV)            |
| 25.07.2017 | Kvibille BK (VI)                 | 4:1                   | Skrea IF (VI)               |
| 25.07.2017 | Sävedalens IF (IV)               | 1:2                   | Tvååkers IF (IV)            |
| 25.07.2017 | Södertälje FK (IV)               | 0:2                   | Assyriska IF (IV)           |
| 26.07.2017 | Bollnäs GIF (IV)                 | 4:2                   | IFK Timrå (IV)              |
| 29.07.2017 | Dalhem IF (VI)                   | 0:1                   | IFK Aspudden-Tellus (IV)    |
| 02.08.2017 | Sandvikens IF (III)              | 0:1                   | IK Brage (III)              |
| 02.08.2017 | Kalmar AIK (V)                   | 0:2                   | Nybro IF (IV)               |
| 02.08.2017 | IFK Karlshamn (V)                | 0:6                   | Kristianstad FC (III)       |
| 02.08.2017 | Karlbergs BK (IV)                | 0:4                   | Akropolis IF (III)          |
| 02.08.2017 | Huddinge IF (IV)                 | 1:4                   | Enskede IK (III)            |
| 02.08.2017 | IK Sleipner (IV)                 | 3:3 n. V. (1:4 i. E.) | Värmbols FC (IV)            |
| 02.08.2017 | Örebro Syrianska IF (IV)         | 2:2 n. V. (4:5 i. E.) | Karlstad BK (IV)            |
| 02.08.2017 | Melleruds IF (VI)                | 0:6                   | Carlstad United BK (III)    |
| 02.08.2017 | Vimmerby IF (IV)                 | 0:4                   | Oskarshamns AIK (III)       |
| 02.08.2017 | BK Olympic (V)                   | 2:3                   | Lunds BK (IV)               |
| 02.08.2017 | IFK Falköping (V)                | 2:4                   | FC Trollhättan (IV)         |
| 02.08.2017 | Skara FC (VI)                    | 0:9                   | Skövde AIK (III)            |
| 02.08.2017 | Torns IF (IV)                    | 1:0                   | FC Rosengård 1917 (III)     |
| 02.08.2017 | Morön BK (IV)                    | 0:1                   | Piteå IF (IV)               |

## 2. Runde
Teilnehmer: Die 32 Sieger der 1. Runde und alle Mannschaften der Allsvenskan 2017 und der Superettan 2017.
| Datum      |                                  | Ergebnis              |                         |
| ---------- | -------------------------------- | --------------------- | ----------------------- |
| 16.08.2017 | Akropolis IF (III)               | 1:3                   | Hammarby IF (I)         |
| 23.08.2017 | Kristianstad FC (III)            | 1:3                   | Halmstads BK (I)        |
| 23.08.2017 | Värmbols FC (IV)                 | 0:1                   | AIK Solna (I)           |
| 23.08.2017 | Torstorps IF (V)                 | 0:3                   | GIF Sundsvall (I)       |
| 23.08.2017 | Kvibille BK (VI)                 | 1:9                   | BK Häcken (I)           |
| 23.08.2017 | Tvååkers IF (IV)                 | 2:1                   | Örgryte IS (II)         |
| 23.08.2017 | Torns IF (IV)                    | 1:3 n. V.             | IFK Värnamo (II)        |
| 23.08.2017 | IK Brage (III)                   | 1:4                   | Åtvidabergs FF (II)     |
| 23.08.2017 | Tullinge Triangel Pojkar FK (VI) | 2:5                   | IK Frej (II)            |
| 23.08.2017 | Vasalunds IF (III)               | 3:1 n. V.             | AFC Eskilstuna (I)      |
| 23.08.2017 | IFK Aspudden-Tellus (IV)         | 1:3                   | Dalkurd FF (II)         |
| 23.08.2017 | Arameisk-Syrianska IF (III)      | 0:2                   | IF Brommapojkarna (II)  |
| 23.08.2017 | Sollentuna FK (III)              | 1:2                   | Syrianska FC (II)       |
| 23.08.2017 | Bollnäs GIF (IV)                 | 0:5                   | IFK Norrköping (I)      |
| 23.08.2017 | Piteå IF (IV)                    | 0:0 n. V. (2:4 i. E.) | Degerfors IF (II)       |
| 23.08.2017 | Gamla Upsala SK (IV)             | 1:4                   | Djurgårdens IF (I)      |
| 23.08.2017 | Carlstad United BK (III)         | 1:2                   | IK Sirius (I)           |
| 23.08.2017 | Landvetter IS (V)                | 0:5                   | IFK Göteborg (I)        |
| 23.08.2017 | Oskarshamns AIK (III)            | 1:3                   | Helsingborgs IF (II)    |
| 23.08.2017 | Hittarps IK (IV)                 | 0:3                   | Varbergs BoIS (II)      |
| 23.08.2017 | Lunds BK (IV)                    | 0:2                   | Norrby IF (II)          |
| 23.08.2017 | Landskrona BoIS (III)            | 3:4                   | IF Elfsborg (I)         |
| 23.08.2017 | Husqvarna FF (III)               | 2:5 n. V.             | Östers IF (II)          |
| 23.08.2017 | Utsiktens BK (III)               | 2:3 n. V.             | Jönköpings Södra IF (I) |
| 23.08.2017 | FC Trollhättan (IV)              | 1:4                   | Malmö FF (I)            |
| 24.08.2017 | Assyriska IF (IV)                | 0:1                   | Trelleborgs FF (II)     |
| 24.08.2017 | Enskede IK (III)                 | 1:2 n. V.             | Gefle IF (II)           |
| 24.08.2017 | Karlstad BK (IV)                 | 1:2                   | Örebro SK (I)           |
| 24.08.2017 | Skövde AIK (III)                 | 0:1                   | GAIS Göteborg (II)      |
| 24.08.2017 | Nybro IF (IV)                    | 1:5                   | Kalmar FF (I)           |
| 24.08.2017 | IK Oddevold (III)                | 2:1                   | Falkenbergs FF (II)     |
| 10.10.2017 | Härnösands FF (IV)               | 0:2                   | Östersunds FK (I)       |

## Gruppenphase
Für die Gruppenphase waren die 32 Sieger der zweiten Runde qualifiziert. Dabei waren die 16 bestplatzierten Mannschaften der letzten Saison als Gruppenerste und -zweite gesetzt, während die restlichen 16 ihnen zugelost wurden. Die Spiele wurden vom 9. Februar bis zum 4. März 2018 ausgetragen. In der Klammer ist die jeweilige Ligaebene angegeben, in der der Verein in der Saison 2017 spielte.

### Gruppe 1
| Datum      |                   | Ergebnis |                   |
| ---------- | ----------------- | -------- | ----------------- |
| 18.02.2018 | Malmö FF          | 1:0      | Dalkurd FF        |
| 18.02.2018 | IF Brommapojkarna | 2:0      | Gefle IF          |
| 25.02.2018 | IF Brommapojkarna | 2:0      | Dalkurd FF        |
| 25.02.2018 | Gefle IF          | 0:3      | Malmö FF          |
| 04.03.2018 | Dalkurd FF        | 2:2      | Gefle IF          |
| 04.03.2018 | Malmö FF          | 3:1      | IF Brommapojkarna |

| Pl. | Verein                 | Sp. | S | U | N | Tore    | Diff. | Punkte |
| --- | ---------------------- | --- | - | - | - | ------- | ----- | ------ |
| 1.  | Malmö FF (I)           | 3   | 3 | 0 | 0 | 007:100 | +6    | 09     |
| 2.  | IF Brommapojkarna (II) | 3   | 2 | 0 | 1 | 005:300 | +2    | 06     |
| 3.  | Dalkurd FF (II)        | 3   | 0 | 1 | 2 | 002:500 | −3    | 01     |
| 4.  | Gefle IF (II)          | 3   | 0 | 1 | 2 | 002:700 | −5    | 01     |

### Gruppe 2
| Datum      |              | Ergebnis |              |
| ---------- | ------------ | -------- | ------------ |
| 17.02.2018 | AIK Solna    | 2:1      | Syrianska FC |
| 17.02.2018 | IK Oddevold  | 1:1      | Halmstads BK |
| 24.02.2018 | IK Oddevold  | 1:2      | AIK Solna    |
| 24.02.2018 | Halmstads BK | 5:0      | Syrianska FC |
| 04.03.2018 | Syrianska FC | 5:3      | IK Oddevold  |
| 04.03.2018 | AIK Solna    | 3:1      | Halmstads BK |

| Pl. | Verein             | Sp. | S | U | N | Tore    | Diff. | Punkte |
| --- | ------------------ | --- | - | - | - | ------- | ----- | ------ |
| 1.  | AIK Solna (I)      | 3   | 3 | 0 | 0 | 007:300 | +4    | 09     |
| 2.  | Halmstads BK (II)  | 3   | 1 | 1 | 1 | 007:400 | +3    | 04     |
| 3.  | Syrianska FC (III) | 3   | 1 | 0 | 2 | 006:100 | −4    | 03     |
| 4.  | IK Oddevold (III)  | 3   | 0 | 1 | 2 | 005:800 | −3    | 01     |

### Gruppe 3
| Datum      |                     | Ergebnis |                     |
| ---------- | ------------------- | -------- | ------------------- |
| 18.02.2018 | Jönköpings Södra IF | 1:2      | IK Frej             |
| 19.02.2018 | Djurgårdens IF      | 6:0      | Degerfors IF        |
| 24.02.2018 | IK Frej             | 0:1      | Djurgårdens IF      |
| 25.02.2018 | Jönköpings Södra IF | 1:1      | Degerfors IF        |
| 03.03.2018 | Degerfors IF        | 3:1      | IK Frej             |
| 03.03.2018 | Djurgårdens IF      | 1:0      | Jönköpings Södra IF |

| Pl. | Verein                   | Sp. | S | U | N | Tore    | Diff. | Punkte |
| --- | ------------------------ | --- | - | - | - | ------- | ----- | ------ |
| 1.  | Djurgårdens IF (I)       | 3   | 3 | 0 | 0 | 008:000 | +8    | 09     |
| 2.  | Degerfors IF (II)        | 3   | 1 | 1 | 1 | 004:800 | −4    | 04     |
| 3.  | IK Frej (II)             | 3   | 1 | 0 | 2 | 003:500 | −2    | 03     |
| 4.  | Jönköpings Södra IF (II) | 3   | 0 | 1 | 2 | 002:400 | −2    | 01     |

### Gruppe 4
| Datum      |               | Ergebnis |               |
| ---------- | ------------- | -------- | ------------- |
| 17.02.2018 | GIF Sundsvall | 4:2      | Norrby IF     |
| 18.02.2018 | BK Häcken     | 2:0      | IFK Värnamo   |
| 24.02.2018 | GIF Sundsvall | 2:1      | IFK Värnamo   |
| 25.02.2018 | Norrby IF     | 0:4      | BK Häcken     |
| 03.03.2018 | IFK Värnamo   | 1:0      | Norrby IF     |
| 03.03.2018 | BK Häcken     | 1:1      | GIF Sundsvall |

| Pl. | Verein            | Sp. | S | U | N | Tore    | Diff. | Punkte |
| --- | ----------------- | --- | - | - | - | ------- | ----- | ------ |
| 1.  | BK Häcken (I)     | 3   | 2 | 1 | 0 | 007:100 | +6    | 07     |
| 2.  | GIF Sundsvall (I) | 3   | 2 | 1 | 0 | 007:400 | +3    | 07     |
| 3.  | IFK Värnamo (II)  | 3   | 1 | 0 | 2 | 002:400 | −2    | 03     |
| 4.  | Norrby IF (II)    | 3   | 0 | 0 | 3 | 002:900 | −7    | 0      |

### Gruppe 5
| Datum      |                | Ergebnis |                |
| ---------- | -------------- | -------- | -------------- |
| 09.02.2018 | Östersunds FK  | 3:0      | Trelleborgs FF |
| 17.02.2018 | Kalmar FF      | 0:0      | Åtvidabergs FF |
| 25.02.2018 | Kalmar FF      | 2:1      | Trelleborgs FF |
| 26.02.2018 | Åtvidabergs FF | 0:2      | Östersunds FK  |
| 03.03.2018 | Trelleborgs FF | 3:0      | Åtvidabergs FF |
| 03.03.2018 | Östersunds FK  | 3:0      | Kalmar FF      |

| Pl. | Verein               | Sp. | S | U | N | Tore    | Diff. | Punkte |
| --- | -------------------- | --- | - | - | - | ------- | ----- | ------ |
| 1.  | Östersunds FK (I)    | 3   | 3 | 0 | 0 | 008:000 | +8    | 09     |
| 2.  | Kalmar FF (I)        | 3   | 1 | 1 | 1 | 002:400 | −2    | 04     |
| 3.  | Trelleborgs FF (II)  | 3   | 1 | 0 | 2 | 004:500 | −1    | 03     |
| 4.  | Åtvidabergs FF (III) | 3   | 0 | 1 | 2 | 000:500 | −5    | 01     |

### Gruppe 6
| Datum      |                 | Ergebnis |                 |
| ---------- | --------------- | -------- | --------------- |
| 17.02.2018 | IFK Norrköping  | 1:1      | Helsingborgs IF |
| 18.02.2018 | Tvååkers IF     | 0:3      | Örebro SK       |
| 24.02.2018 | Tvååkers IF     | 2:3      | IFK Norrköping  |
| 24.02.2018 | Örebro SK       | 1:1      | Helsingborgs IF |
| 03.03.2018 | Helsingborgs IF | 3:0      | Tvååkers IF     |
| 03.03.2018 | IFK Norrköping  | 2:2      | Örebro SK       |

| Pl. | Verein               | Sp. | S | U | N | Tore    | Diff. | Punkte |
| --- | -------------------- | --- | - | - | - | ------- | ----- | ------ |
| 1.  | Örebro SK (I)        | 3   | 1 | 2 | 0 | 006:300 | +3    | 05     |
| 2.  | Helsingborgs IF (II) | 3   | 1 | 2 | 0 | 005:200 | +3    | 05     |
| 3.  | IFK Norrköping (I)   | 3   | 1 | 2 | 0 | 006:500 | +1    | 05     |
| 4.  | Tvååkers IF (III)    | 3   | 0 | 0 | 3 | 002:900 | −7    | 0      |

### Gruppe 7
| Datum      |               | Ergebnis |               |
| ---------- | ------------- | -------- | ------------- |
| 17.02.2018 | IK Sirius     | 1:1      | Östers IF     |
| 17.02.2018 | IFK Göteborg  | 1:0      | Varbergs BoIS |
| 24.02.2018 | IFK Göteborg  | 1:1      | Östers IF     |
| 25.02.2018 | Varbergs BoIS | 2:1      | IK Sirius     |
| 04.03.2018 | Östers IF     | 2:1      | Varbergs BoIS |
| 04.03.2018 | IK Sirius     | 2:2      | IFK Göteborg  |

| Pl. | Verein             | Sp. | S | U | N | Tore    | Diff. | Punkte |
| --- | ------------------ | --- | - | - | - | ------- | ----- | ------ |
| 1.  | IFK Göteborg (I)   | 3   | 1 | 2 | 0 | 004:300 | +1    | 05     |
| 2.  | Östers IF (II)     | 3   | 1 | 2 | 0 | 004:300 | +1    | 05     |
| 3.  | Varbergs BoIS (II) | 3   | 1 | 0 | 2 | 003:400 | −1    | 03     |
| 4.  | IK Sirius (I)      | 3   | 0 | 2 | 1 | 004:500 | −1    | 02     |

### Gruppe 8
| Datum      |               | Ergebnis |               |
| ---------- | ------------- | -------- | ------------- |
| 18.02.2018 | Vasalunds IF  | 1:3      | Hammarby IF   |
| 19.02.2018 | IF Elfsborg   | 2:3      | GAIS Göteborg |
| 25.02.2018 | Vasalunds IF  | 0:4      | IF Elfsborg   |
| 25.02.2018 | Hammarby IF   | 3:3      | GAIS Göteborg |
| 04.03.2018 | GAIS Göteborg | 4:0      | Vasalunds IF  |
| 04.03.2018 | IF Elfsborg   | 2:1      | Hammarby IF   |

| Pl. | Verein            | Sp. | S | U | N | Tore    | Diff. | Punkte |
| --- | ----------------- | --- | - | - | - | ------- | ----- | ------ |
| 1.  | GAIS Göteborg (I) | 3   | 2 | 1 | 0 | 010:500 | +5    | 07     |
| 2.  | IF Elfsborg (II)  | 3   | 2 | 0 | 1 | 008:400 | +4    | 06     |
| 3.  | Hammarby IF (I)   | 3   | 1 | 1 | 1 | 007:600 | +1    | 04     |
| 4.  | Vasalunds IF (II) | 3   | 0 | 0 | 3 | 001:110 | −10   | 0      |

## Finalrunde

### Rangliste der Gruppensieger
| Pl. | Verein             | Sp. | S | U | N | Tore    | Diff. | Punkte |
| --- | ------------------ | --- | - | - | - | ------- | ----- | ------ |
| 1.  | Djurgårdens IF (I) | 3   | 3 | 0 | 0 | 008:000 | +8    | 09     |
| 2.  | Östersunds FK (I)  | 3   | 3 | 0 | 0 | 008:000 | +8    | 09     |
| 3.  | Malmö FF (I)       | 3   | 3 | 0 | 0 | 007:100 | +6    | 09     |
| 4.  | AIK Solna (I)      | 3   | 3 | 0 | 0 | 007:300 | +4    | 09     |
| 5.  | BK Häcken (I)      | 3   | 2 | 1 | 0 | 007:100 | +6    | 07     |
| 6.  | GAIS Göteborg (I)  | 3   | 2 | 1 | 0 | 010:500 | +5    | 07     |
| 7.  | Örebro SK (I)      | 3   | 1 | 2 | 0 | 006:300 | +3    | 05     |
| 8.  | IFK Göteborg (I)   | 3   | 1 | 2 | 0 | 004:300 | +1    | 05     |

Platzierungskriterien: 1. Punkte – 2. Tordifferenz – 3. geschossene Tore – 4. Ligaplatzierung

### Viertelfinale
Für das Viertelfinale qualifizierten sich die acht Gruppensieger. Die Auslosung fand am 4. März 2018 statt. Dabei waren die besten vier Gruppensieger gesetzt, während die anderen vier ihnen zugelost wurden. In der Klammer ist die jeweilige Ligaebene angegeben, in der der Verein in der Saison 2017 spielte.
| Datum      |                    | Ergebnis |                   |
| ---------- | ------------------ | -------- | ----------------- |
| 11.03.2018 | Malmö FF (I)       | 1:0      | IFK Göteborg (I)  |
| 11.03.2018 | Östersunds FK (I)  | 1:0      | GAIS Göteborg (I) |
| 12.03.2018 | Djurgårdens IF (I) | 2:0      | BK Häcken (I)     |
| 13.03.2018 | AIK Solna (I)      | 1:0      | Örebro SK (I)     |

### Halbfinale
Für das Halbfinale qualifizierten sich die vier Sieger des Viertelfinales. Die Auslosung fand gleichzeitig mit der des Viertelfinales am 4. März 2018 statt.
| Datum      |                   | Ergebnis |                    |
| ---------- | ----------------- | -------- | ------------------ |
| 17.03.2018 | Östersunds FK (I) | 0:1      | Malmö FF (I)       |
| 18.03.2018 | AIK Solna (I)     | 0:2      | Djurgårdens IF (I) |

### Finale
| Paarung        | Djurgårdens IF – Malmö FF |
| Ergebnis       | 3:0 (1:0) |
| Datum          | 10. Mai 2018 |
| Stadion        | Tele2 Arena, Stockholm |
| Zuschauer      | 25.123 |
| Schiedsrichter | Bojan Pandžić |
| Tore           | 1:0 Jacob Une Larsson (17.) 2:0 Kerim Mrabti (47.) 3:0 Jonathan Ring (81.) |
| Djurgårdens IF | Andreas Isaksson – Jacob Une Larsson, Marcus Danielson, Jonas Olsson , Felix Beijmo (81. Niklas Gunnarsson) – Jonathan Ring, Jesper Karlström, Fredrik Ulvestad, Haris Radetinac (78. Kevin Walker) – Kerim Mrabti (70. Dzenis Kozica), Tino Kadewere Cheftrainer: Özcan Melkemichel      |
| Malmö FF       | Johan Dahlin – Eric Larsson (79. Alexander Jeremejeff), Lasse Nielsen, Rasmus Bengtsson, Behrang Safari (14. Egzon Binaku) – Søren Rieks (59. Mattias Svanberg), Oscar Lewicki, Fouad Bachirou, Arnór Ingvi Traustason – Carlos Strandberg, Markus Rosenberg Cheftrainer: Magnus Pehrsson |
| Gelbe Karten   | Mrabti (24.), Karlström (37.), Kadewere (90.) – Rieks (31.), Traustason (37.), Svanberg (71.), Larsson (78.), Nielson (90.) |